# Satyrus cordulina
Satyrus cordulina är en fjärilsart som beskrevs av Otto Staudinger 1886. Satyrus cordulina ingår i släktet Satyrus och familjen praktfjärilar. Inga underarter finns listade.